# Stensholms Pappersbruk

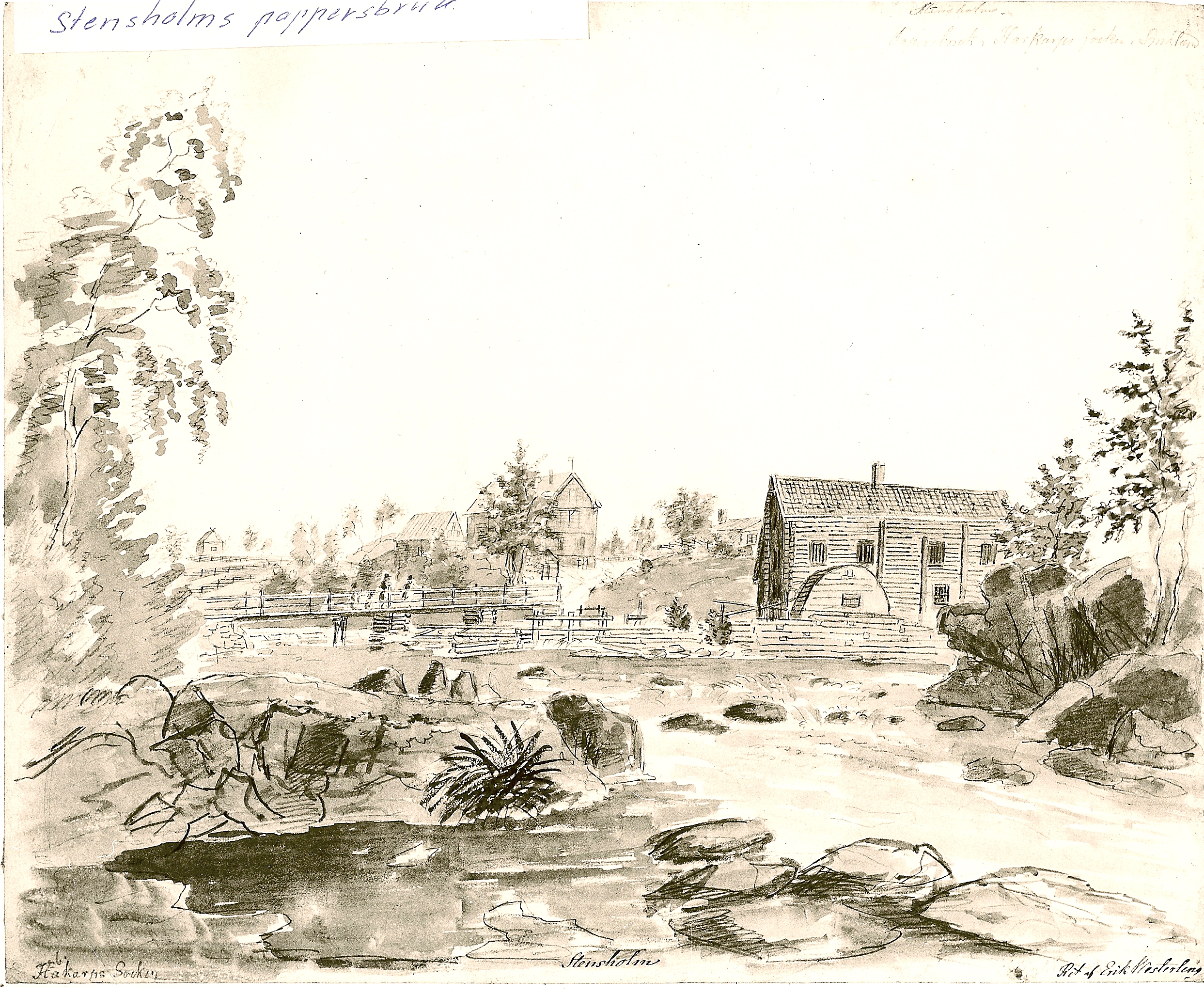
Akvarell över Stensholms Pappersbruk av Erik Westerling (1819–1857).

Stensholms Pappersbruk var ett pappersbruk i Hakarps socken. Bruket grundades som  Göransbergs Pappersbruk med  privilegier från  Kommerskollegium den 18 juni 1703. År 1752 blossade en tvist upp, där Erik Gustaf Queckfeldt hävdade att Stensholms säteri ägde hela det området som bruket låg på. Genom en lång rättsprocess, med den sista rättegången den 9 november 1761, fick Stensholms säteri rätt och därigenom äganderätt till marken och bruket, mot Göransbergs säteri som i gengäld fick ett frälsehemman.
Bröderna Johan Edvard och Carl Frans Lundström köpte 1847 Stensholms Pappersbruk, som också deras far Johan Petter Lundström tidigare hade arrenderat. Bruket började att flotta timmer från Järsnäs socken till ett sågverk som sattes upp. Under denna tid var pappersframställningen inte prioriterad. 1857 sålde han dock bruket. Planer fanns hos de nya ägarna att rationalisera och utvidga verksamheten, men hela fabriken brann ner till grunden den 15 november 1864. Med hjälp av de 140 000 kronor som man fick i försäkringspengar byggdes en ny modern byggnad upp, som värderades till 250 000 kronor.
Carl Friedländer tog över som disponent 1867 och bildade 1874 ett bolag som byggde upp en ny fabrik för pappersmassetillverkning längre uppströms i ån, som efter Friedländer fick namnet Carlfors AB. Pappersmassan såldes till pappersbruket och transporterades dit med pråmar i Huskvarnaån. Den 23 november 1889 drabbades bruket av en brand som orsakades av en fotogenlampa, precis när man höll på att elektrifiera fabriken. Hade elektrifieringen varit klar en vecka tidigare hade fabriken inte brunnit ner. Sex veckor efter branden beslutade företagsledningen att bruket skulle läggas ned. Området såldes till Husqvarna Vapenfabrik och blev senare Stensholms Fabrik.

## Tillverkning
Tillverkningen varierade med åren. Under den första tiden bearbetades förmodligen lumpen, råvaran för papperstillverkningen, med hjälp av stampar, men under 1800-talets början införskaffades holländare (maskiner för malning av våt pappersmassa). Nedan följer en generell beskrivning över hur papperstillverkning kunde gå till.
Råvaran vid framställningen av pappret var lump, främst av linne. Lumpen skars i bitar, varpå den sorterades och tvättades. Lumpen gjordes därefter om till massa, vanligtvis i en holländare som finfördelade fibrerna, under en ungefär fem timmar lång process där vatten strömmade genom massan. Stampen, som användes innan holländaren, bultade med stora klubbor tyget så att det finfördelades i vattnet. Därefter spädde man ut massan i ett papperskar samtidigt som den värmdes upp. Detta resulterade i en vällingliknande substans, som blandades med blekningsmedel, såsom lut, om man ville ha vitt papper. Formen som användes till att forma arket bestod av en rektangulär träram med längsgående metalltrådar, mellan 8 och 15 stycken per centimeter, som bildar ett silliknande verktyg. Grova tvärgående trådar höll kvar de längsgående trådarna. En däckel, som användes för att bestämma storleken på arket, hörde till formen. Formen  doppades i pappersmassan och lyftes upp under skakning för att fördela massan jämnt över formen. Överflödig massa rann av och däckeln förhindrade att massan lämnade formen helt. Därefter trycktes arket av mot en tunn ylleduk i filt och täcktes med en ylleduk till.
Därefter pressades pappret i en guskpress, för att vattnet skulle pressas ut. Filten avlägsnades och arket pressades en gång till utan filten. Pappret torkades och doppades i animaliskt lim med aluntillsats om det skulle bli skrivpapper. Om det doppades i lim torkades det igen. Därefter sorterades och falsades pappret, för att läggas i hopar om 500 ark. Mycket av arbetet utfördes av lärlingar och drängar.

## Historia

### Etablerande och tidiga år
1684 utgjorde Huskvarnaån Stensholms och Göransbergs gräns. Vattenfallen i Huskvarnafallen genererade vattenkraft och små industrier började växa fram längs vattenfallen. Christoffer Lemchen kontaktades av Nils Arvidsson Hägerflycht med familj för att starta papperstillverkning i Göransberg och omkring 1700 började fabriken byggas av sten, som troligen hämtades från Stensholmen. Man träffade en överenskommelse med Erik Gustaf Queckfeldt som var ägare till gården Stensholm, eftersom bruket skulle komma att ligga på både Stensholms och Göransbergs gårds marker att pappersbruket skulle betala en årlig summa på åtta riksdaler silvermynt till Queckfeldt.
Pappersbruket, som då hette Göransbergs Pappersbruk, fick privilegier av  Kommerskollegium den 18 juni 1703. Det byggdes i en tidigare beteshage. Gårdarna till Göransbergs gård fick förmodligen ett rejält arrende från bruket, vars produktion vid den här tiden var liten. När Christoffer Lemchen avled 1735 tog hans son Hans Lemchen över bruket, tills han dog 1744. Dennes son Jonas Lemchen tog över pappersbruket 1752. Mellan 1744 och 1752 styrdes bruket förmodligen av Hans Lemchens änka. 1764 drevs bruket av Jonas Lemchen, två mästare, två gesäller och sju lärlingar.

### Namnbyte
1752 ägdes Stensholms säteri av Erik Gustaf Queckfeldt medan Göransbergs gård ägdes av Helena Christina Hägerflycht-Theet. En omfattande ägotvist tog sin start under året och pågick under en lång tid efteråt. Queckfeldt menade att Stensholm ägde hela marken där vattenfallet och pappersbruket låg. Flera rättegångar, den sista den 9 november 1761, fick till följd att Stensholms säteri blev pappersbrukets ägare och kom därför att byta namn till Stensholms Pappersbruk. I gengäld fick Göransbergs gård ett frälsehemman i Skärstad. Lemchen blev genom tvisten av med sina privilegier och trots att Jonas Lemchen överklagade beslutet, då han bekostat flera byggnader själv, var beslutet fastställt. Han var dock fortfarande kvar vid verksamheten som pappersmästare, tills han dog 1799.

### Printzensköld och Lundström

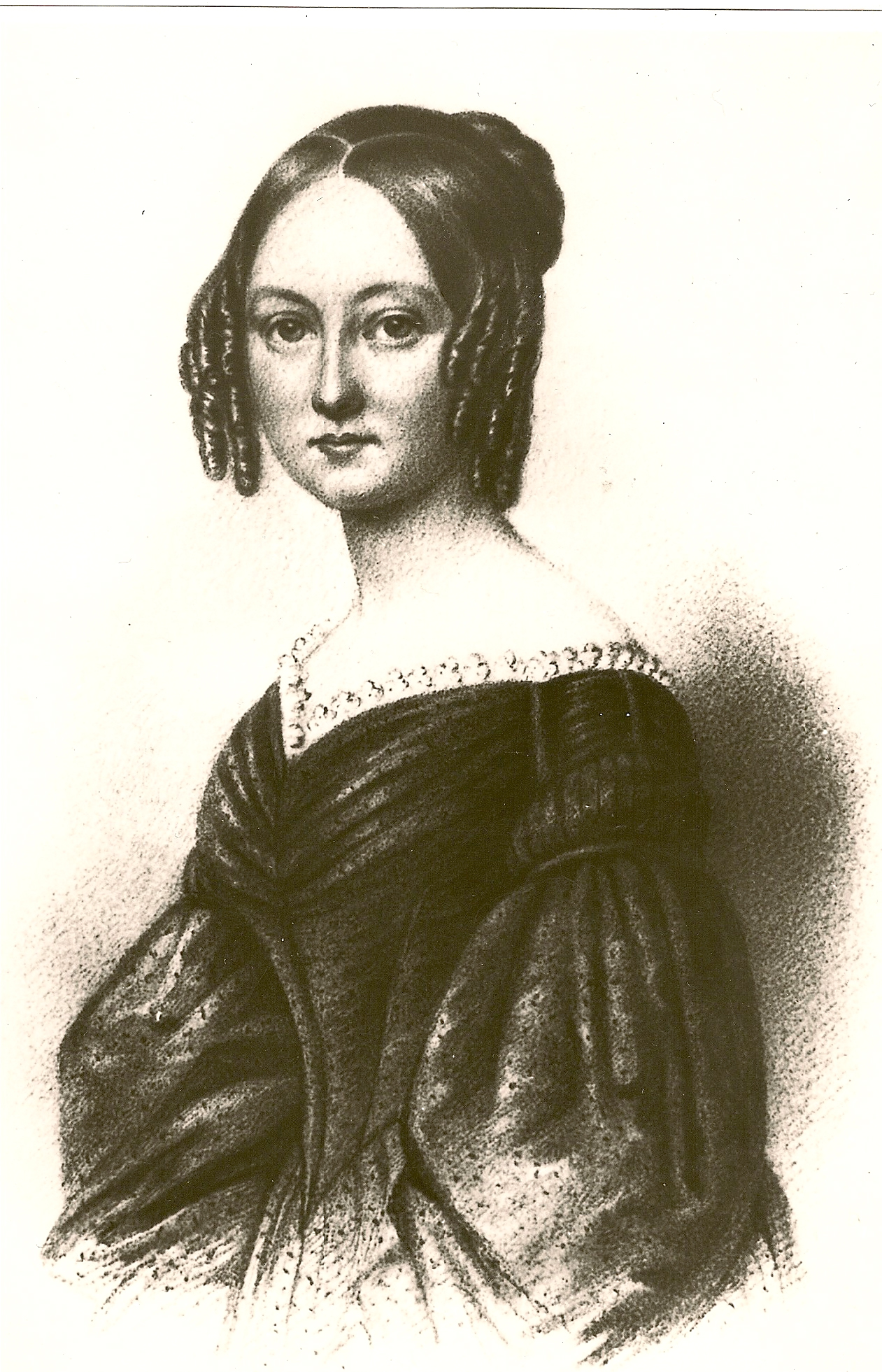
Carolina Printzensköld (1815–1886), en av syskonen Printzensköld.

Ny pappersmästare blev Magnus Näsberg, som tog över 1792. Vid den tiden arbetade fem personer på bruket. Ny ägare var Queckfeldts son Samuel Gustaf Queckfeldt, som 1786 avled och efterträddes av sin son Erik Gustaf Queckfeldt d.y., som tog över säteriet och bruket. Näsberg dog 1809, vartefter hans änka Helena Catrina Ekebom drev bruket med medhjälpare. 1821 dog Queckfeldt och gården ärvdes av hans systerbarn, de nio syskonen Printzensköld, alla ättlingar till Axel Printzensköld. Dessa arrenderade dock bort pappersbruket och den nya pappersfabrikören var Johan Petter Lundström, som även ägde tryckeriet som utgav Jönköpings dåvarande tidning Jönköpings Tidning, samt tryckte skönlitteratur åt Carl Jonas Love Almqvist, med mera. Som storförbrukare av papper räknade han med att tryckeriet skulle stå för en hel del av pappersproduktionen och anställde sin svåger C J Schalander som verkmästare, som efterträddes av Salomon Bergendorff som pappersmästare. 1835 köpte Lundström Göransbergs gård och flyttade dit med fru och sönerna Johan Edvard och Carl Frans samt döttrarna Maria och Jenny. De köpte även Stora Tokarp och Höggärdet, som båda ägde en del av Huskvarnaån. 1846 såldes Stensholms säteri och pappersbruket till kyrkoherde J M Almqvist från Skärstad. Pappersbruket sålde han dock omedelbart vidare till Johan Petter Lundströms båda söner.

### Bröderna Lundström tar över

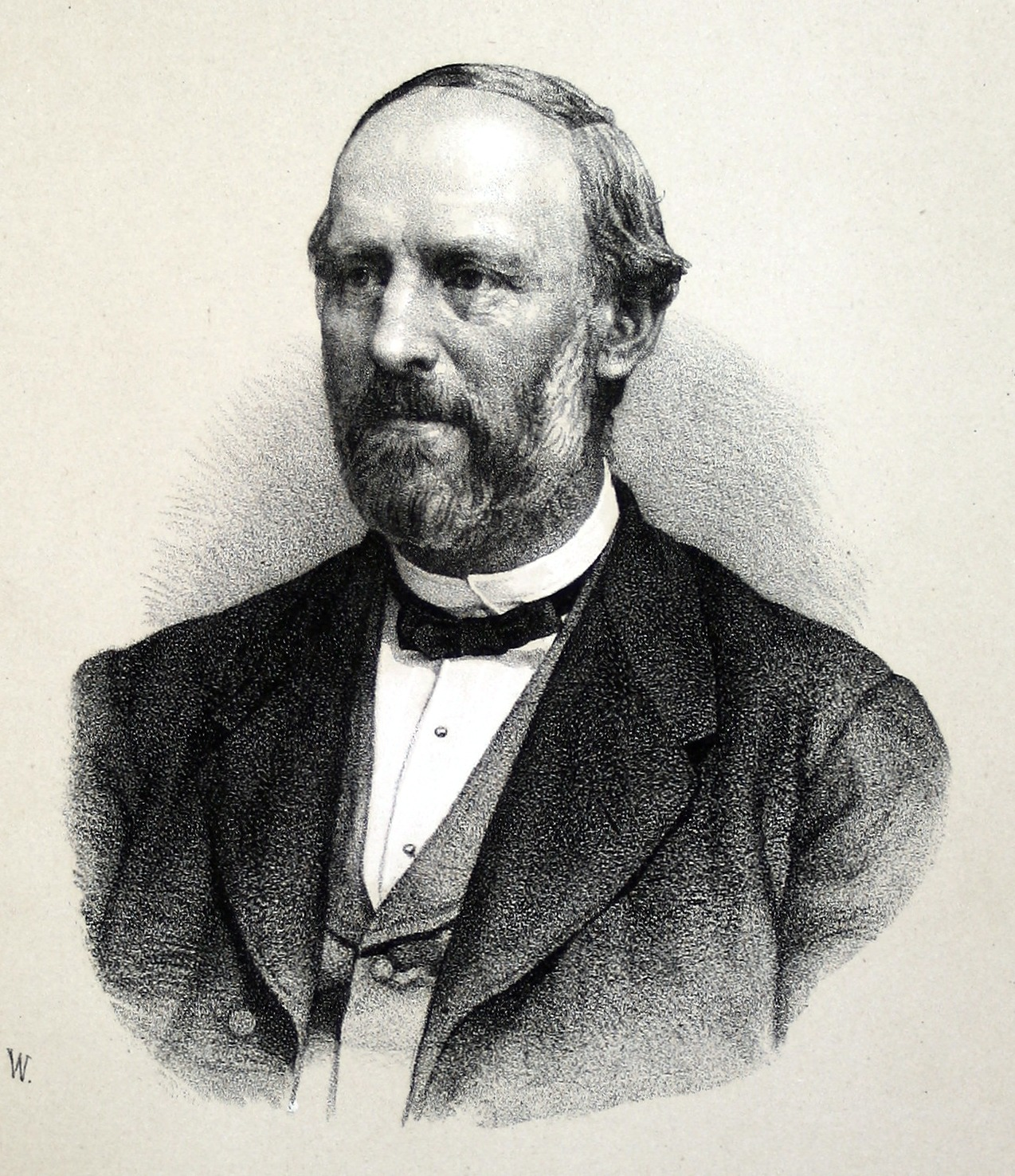
Carl Frans Lundström.

1847 köpte Johan Edvard Lundström och Carl Frans Lundström pappersbruket för 8 000 riksdaler och blev de första ägarna som inte ägde marken. Deras far hade drivit Jönköpings Tidning och under mer än 25 år även pappersbruket. Bröderna hade länge bott på Göransberg där deras föräldrar bodde. De är även kända för att ha startat Jönköpings Tändsticksfabrik 1845. Johan Edvard var även med och skapade Munksjö Pappersbruk AB 1862. Elektrifieringen av Hakarp, som satte igång några decennier senare, var beroende av  brödernas kontakter i Jönköping.
| ”                                   | Dessa företagsamme män hava nu i de förra verkens ställe uppfört ett maskinpappersverk, med tillägnande av alla de förbättringar i denna fabrikation som hittills blivit gjorda. Det är högst intressant att se huru på en av de mest komplicerade och mest uttänkta machiner av tillsammans 30 á 40 alnars längd den efter förutgången renande behandling, i vatten upplösta lumpmassan rinner in vid ena ändan av machinen och framkommer som färdigt papper vid den andra. Stensholms Pappersbruk bör i detta hänseende kunna tävla med vilket annat som helst, då, såsom redan blivit nämnt, maskinen är inrättad efter de bästa hittills gjorda uppfinningar, och, vad som vid papperstillverkningen är av synnerlig vikt, det vatten, som drager verket är rent och klart. Då vattendraget är detsamma som längre ned bildar de bekanta Husqvarnavattenfallen, kan därav inses drivkraftens riklihet, så att bruket näppeligen är utsatt för olägenheten att någonsin behöva stanna för vattenbrist | „ |
| – Jönköpingsposten, 3 december 1859 | |   |

Bröderna såg Stensholms bruk dels som en papperskälla, dels som en källa till pengar om tändsticksindustrin inte skulle gå så bra. Efter en tid kvarstod Carl Frans som enda ägare och han ämnade att ändra pappersbruket till en såg. Hakarp var på grund av pappersframställningen dock relativt avskogat och sågverket mötte problem. Detta löstes genom att Lundström köpte två gårdar vid sjön Nätaren i Järsnäs och han öppnade ytterligare ett sågverk längs samma å. Timret forslade han via åar och vattendrag till Stensholm. Detta var dock inte långlivat och 1857 såldes verket till ett antal köpmän, som utvidgade och rationaliserade tillverkningen.
I bruksområdet var det dålig tillgång på trä så man fick köpa timmer och bräder från västra Jönköping vid reparationer eller tillbyggnader. Anledningar till skogsbristen kan ha varit att framställningen av pappersmassan krävde mycket skog. Däremot fanns gott om torv, som användes som bränsle till pappersbruket och bostäderna. För att åter få tillgång till billig skog köpte Carl Frans Lundström gårdarna Torestorp och Karsäng nära sjön Stora Nätaren i Järsnäs socken, som var rika på skog. Han undvarade en av två vattenfall som ägdes av bruket och höjde den tillhörande dammen, för att placera ett sågverk där. Verket byggdes av timmer från Torestorp, som flottades från Stora Nätaren via Ylen och Huskvarnaån till Ramsjön, Stensjön och Laggarebosjön och vidare till Stensholm, en flottningsled på ungefär fyra mil. Flottningsrännor uppfördes på flera platser.

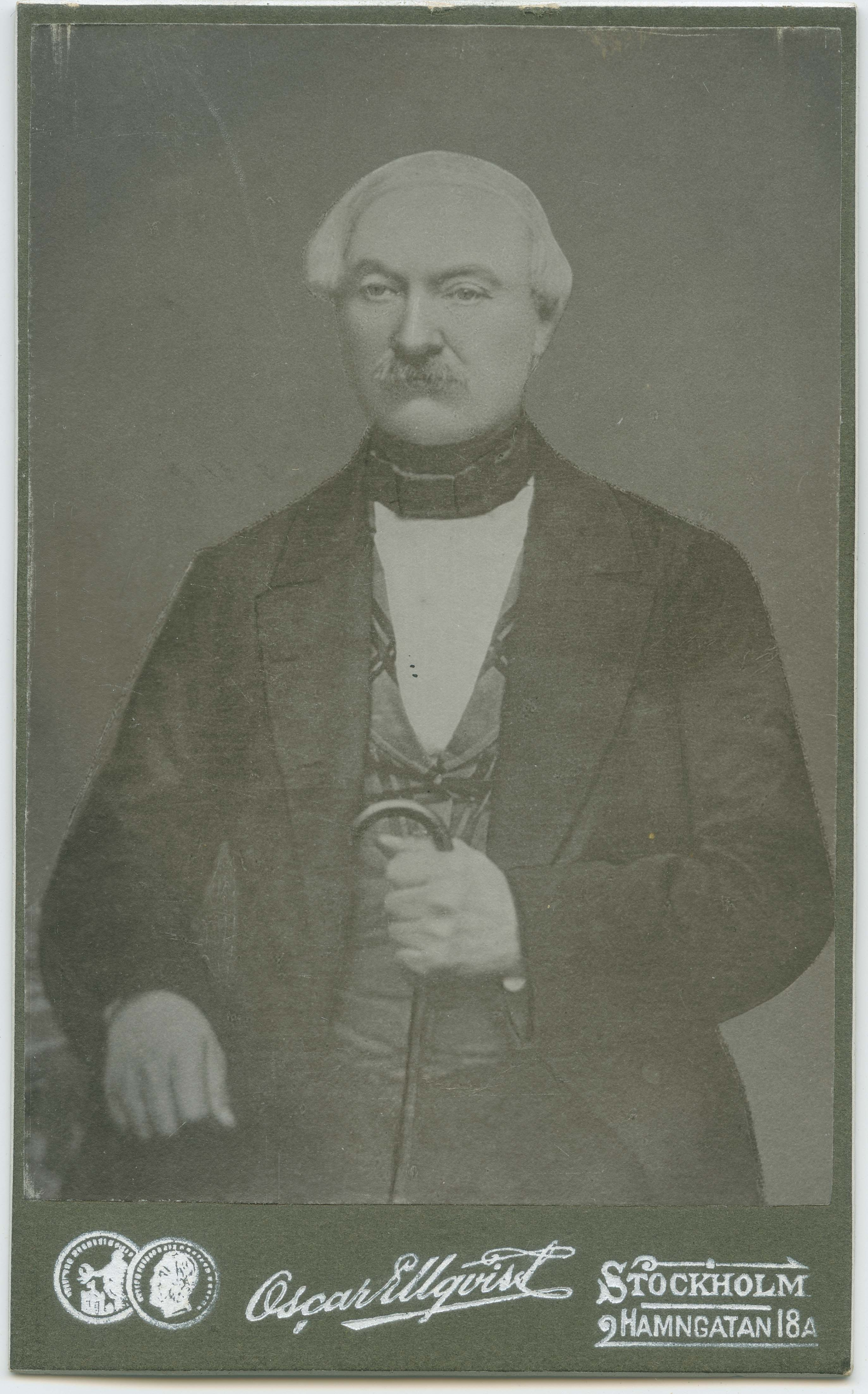
Löjtnant Carl Engström, ägare till Ramsjöholm och Strömsholm.

Man kom överens med ägarna till Strömsholm och Ramsjöholm om ersättningar för ved som skulle levereras varje år och markägarna utefter ån skulle få ersättning för grästramp. Tidigare hade flottning aldrig tidigare brukats i bygden och trots flera kontrakt så uppstod flera tvister. Löjtnant Engström som ägde både Strömsholm och Ramsjöholm tyckte att gräset trampades ned för mycket och jagade flera gånger bort flottarna. För att lösa detta problem lät flottningschefen arbetarna rulla timret i ån när de som bodde på Strömsholm sov på natten. Väl vid Stensholm togs timret om hand. Det mesta timret sågades till plankor och exporterades till bland annat England, eller såldes i Hakarps socken. Från gården Sjöberg i Tenhult köptes också en del timmer. Virket transporterades vidare till Rosendala. Vid denna tid förefaller inte pappersbruket ha varit av väldigt stort intresse för Carl Frans Lundström, som knappt nämner det i sina memoarer. Han levererade lump från sågverket till ett pappersbruk i Göteborgstrakten. 1857 sålde han anläggningen till ett bolag från Jönköping ledda av J.M. Kruckenberg, A Lindqvist och G Westman.

### Utvidgning
Snart efter att Kruckenberg, Lindqvist och Westman tagit över bruket tog man fram kapital för att utvidga och rationalisera det. Man skaffade en 1,4 meter bred pappersmaskin med flera torkcylindrar för att tillverka skriv- och tryckpapper. Kruckenberg lämnade dock troligen ganska snart företaget och fler delägare kan ha existerat. Med start klockan fyra på morgonen den 15 november 1864 brann hela byggnaden ned till grunden, av okänd anledning. Byggnaderna, maskinerna och lagren var försäkrade till ett värde av 140 000 kronor. Med hjälp av försäkringspengarna byggdes ett nytt bruk upp, som fick namnet Stensholms Pappersbruk och stod klart i maj 1866. Den nya byggnaden var effektivare än den förra, och värdet uppmättes till 250 000 kronor. Bolaget som ägde bruket bestod av sexton personer.
Brukets olika maskiner drevs av ett stort vattenhjul, tre turbiner och en ångmaskin via en axelledning med remdrift. Det nya bruket försågs med en pappersmaskin tillverkad av B Donkin & Co i London och 12 holländare som med hjälp av roterande knivar malde sönder lump som byxor, trasmattor och liknande. Lumpen blektes med klorkalk och finmaldes till en grötliknande massa. Man tillsatte vatten, lim och olika färgämnen och den nu vällingliknande pappersmassan fördelades över en duk av mässing som vattnet rann av ifrån. Pappret torkades mellan torkcylindrar och kanterna skars bort av en skärmaskin innan det lindades upp på en haspel. Det skars upp i ark som lades mellan plåtar av zink som glättningsmaskiner drog fram och tillbaka. En hydraulisk press pressade pappret med ett tryck av 4 000 centner. Bruket tillverkade mellan 1 300 och 1 700 kg papper varje dag.
Man skaffade också en "trädrasp" från Tyskland för att tillverka pappersmassa av trä som blandades med lumpmassan. Produktionen var omkring 350 kg per dag.
Arbetet på bruket skedde i pass om tolv timmar och man löstes av vid 12 och 24. Tillverkningen gick hela dygnet runt hela veckan, utom om söndagen. Arbetet stoppades vid    midnatt mellan lördag och söndag och började igen vid midnatt mellan söndag och måndag. År 1871 hade bruket 121 anställda, vilket var lika många som i Husqvarna Vapenfabrik.
Vattenkraften var vid tiden fullt utnyttjad, men uppströms i ån fanns ett oanvänt vattenfall. Pappersbrukets disponent Carl Friedländer, som tog över som disponent 1867, bildade 1874 ett bolag med markägarna Laurin, på Stensholms säteri och Stålhammar på Stora Tokarp och anlade en fabrik för tillverkning av pappersmassa vid vattenfallet. Fabriken fick namnet Carlfors AB, namngivet efter Friedländers förnamn och kunde tillverka cirka 100 ton pappersmassa om året. Massan såldes till pappersbruket och transporterades via ån med pråmar. Någon gång mellan 1870 och 1879 slutade Friedländer som disponent och efterträddes av L Stålberg. På 1880-talet var G Andrén verkmästare och brev mellan Andrén och Stålberg avslöjar att vattentillgången inte räckte till under sommaren och man hade planer på att lägga ner driften från juni till september, men man köpte in en ångmaskin som drev fabriken när vattnet inte räckte till. Friedländer blev brukets chef igen 1888, men sålde samma år pappersbruket, som då hade en 60-tums pappersmaskin. Bruket såldes dock inte, utan kom att brinna ner.

### Eldsvåda och pappersbrukets slut
| ”         | Ett starkt ljussken, synligt över hela södra vätterbygden, lyste upp kvällshimlen lördagen den 23 november 1889 och varslade om att en allvarlig eldsvåda utbrutit på höjderna ovanför Huskvarna. Ett par dagar senare kunde de som hade tillgång till en tidning läsa att det var Stensholms Pappersbruk som ödelagts av branden. Hakarpsborna behövde väl ingen tidning för att få förklaring till ljusskenet. Säkerligen spred sig nyheten snabbt bland socknens innevånare och många hakarpsbor begav sig nog till brandplatsen redan på lördagskvällen, för att bese det skådespel som dessbättre inte hörde till de vanliga upplevelserna. | „ |
| – Karlsmo | |   |

Branden i pappersbruket orsakades av en fotogenlampa, några minuter över fyra på lördagen den 23 november 1889. En arbetare skulle bära pappersremsor som blev över från skärmaskinen till återvinning av papper. Arbetaren gjorde så snabba rörelser att fotogenlampans låga slog ut ovanför glaset och satte eld på remsorna. Pappret tog snabbt eld och spred sig till rummet med färdigt papper, där papper med ett sammanlagt värde på 10 000 kronor förvarades. Allt papper i fabriken antändes successivt och byggnaden blev snabbt övertänd. Personalen på 12 kvinnor och två män som arbetade vid tillfället lämnade snabbt byggnaden och hann inte stoppa fläktarna, som ökade eldspridningen. Trots att man angrep elden med assuranssprutor och pumpsprutor, lyckades de anställda inte kväsa branden. Man skickade efter hjälp från Husqvarna Vapenfabrik och Ebbes bruk och brandberedskapen var god. Många brandmän, uppemot 100 stycken enbart från Ebbes bruk och 400 från vapenfabriken, anlände snabbt till platsen. Arbetet leddes av Andrén och ingenjörerna Hedlund från vapenfabriken och Laurenius från Ebbes bruk och man fokuserade på att hålla elden i maskinhuset, som var övertänt. Man lyckades rädda övriga byggnader. Kontorshuset låg sämst till, men på grund av ändringar i vindriktningen så lyckades man rädda det. Ångmaskinhuset, smedjan, svarvhuset och magasinet för reservförråd blev svårt skadade, men brann inte ner. Magasinet lyckades räddas även om det flera gånger antändes. Disponentbyggnaden hotades aldrig. Ivar Ahnberg lyckades ta sig in till ångpannehuset och konstaterade att ångpannan var tömd och att det därför inte var risk för explosion. Omkring midnatt hade man lyckats kontrollera branden och bevakning och eftersläckning sköttes av brukspersonalen. Ruinerna brann långt in på söndagseftermiddagen. Fabriken var försäkrad för 196 000 kronor, inklusive byggnader och maskiner. 48 män och 12 kronor var anställda och enligt Jönköpings-Posten var uppemot 80 personer sporadiskt anlitade på pappersbruket.
När bruket brann hade man beställningar för sex månader framåt. Precis när bruket brann höll man på att installera elektriskt ljus och man skulle provköra kraftverket under dagarna som följde. Man skulle sluta använda fotogenbelysningen och om man hade installerat klart elektriciteten en vecka tidigare hade bruket kanske aldrig brunnit ner. Det är under denna incident som en elektrifiering i Hakarp för första gången omnämns, i Jönköpings-Posten. En vecka efter branden offentliggjorde företagsledningen att bruket skulle läggas ned. Byggnaderna såldes till Husqvarna Vapenfabrik och blev senare till Stensholms Fabrik och pappersmaskinen till Hellefors Styckebruk.

## Bostäder
Man har ingen kännedom om de bostäder som fanns tillgängliga omkring pappersbruket när det grundades vid 1700-talets början. En av de första arbetarbostäderna  man med säkerhet vet om var Strömmatorpet, som beboddes från början av 1770-talet. Torpet blev avskilt från Stensholms säteri år 1847, när bröderna Lundström köpte upp pappersbruket. Strömmatorpet fortsatte att höra till pappersbruket och på 1880-talet fanns torpet kvar. Andra torp som beboddes var Åbo, Ängen, Backen, Utsikten och Hallen. En disponentbostad fanns från brukets tidiga del. Samma familjer bodde ofta i torpen och arbetade vid bruket i flera generationer. Exempel på sådana familjer var Ekwall, Ramberg, Appelqvist, Delfin, Höög, Liljeström, Rydén, Sällberg, Wallin och så vidare. Till minne av pappersbruket har flera gator i Stensholm blivit namngivna till brukets minne. Rambergsliden (efter släkten Ramberg) och Holländaregatan (efter maskinen holländare) är exempel på dessa.